# Katholische Pfadfinderschaft Europas
La Katholische Pfadfinderschaft Europas (KPE, in italiano Guide e Scout Cattolici d'Europa) dell'Unione Internazionale delle Guide e Scouts d'Europa - Federazione dello Scautismo Europeo (FSE) è un'associazione scout cattolica tedesca che conta circa 2500 membri. La Katholische Pfadfinderschaft Europas - Österreich (KPE-Ö) è l'associazione sorella austriaca che lavora e opera in stretta collaborazione con quella tedesca.

## Storia
La KPE venne fondata il 15 febbraio 1976 ad opera di Andreas Hönisch e Günther Walter. Nel 1977, la KPE venne ammessa come membro effettivo dell'Unione Internazionale delle Guide e Scouts d'Europa. La diocesi di Augusta riconobbe la KPE come associazione cattolica giovanile nel 1992.

## Obiettivi
La KPE descrive i propri obiettivi come segue:
il nostro obiettivo: cittadini responsabili cristiani
L'uomo vuole dare senso alla sua unica vita! Non un senso insicuro, mediocre, falso, ma un senso vero, che lo pervada e gli permetta di crescere.
L'uomo trova tale senso in Gesù Cristo.